# Französische Universität in Armenien
Die Französische Universität in Armenien (L’Université française en Arménie, Abk.: UFAR) ist eine Universität in Jerewan, Armenien.

## Geschichte
Am 4. November 1995 unterzeichneten Armenien und Frankreich ein Abkommen über kulturelle, wissenschaftliche und technische Zusammenarbeit. Am 23. November 1998 wurde ein Protokoll zwischen dem Ministerium für Bildung und Wissenschaft RA und der Französischen Botschaft in Armenien unterschrieben. „Von der Notwendigkeit der Innovation des Bildungssystems ausgehend und mit dem Wunsch, von der großen Erfahrung auf dem Gebiet der Verwirklichung von Hochschul- und Berufsbildungsprogrammen zu profitieren“, beschloss die Regierung Armeniens sich an der Gründung der Stiftung „Französische Universität in Armenien“ zu beteiligen. Die Universität wurde im Jahre 2000 gegründet. Die ersten Kooperationsabkommen wurden am 15. Februar unterzeichnet – darunter auch mit der Jean Moulin Lyon 3.

## Aufbau
Die UFAR, die laut dem armenischen Recht eine Stiftung ist, wird von der Regierung Armeniens unterstützt. Unter den Lehrkräften sind viele jeweils in ihrem Beruf bekannte Fachleute bzw. Regierungsmitglieder. Der Vorsitzende des Stiftungsrates ist der Sekretär des nationalen Sicherheitsrates Armeniens, der gleichzeitig zu den Mitbegründern der UFAR gehört.

## Studium

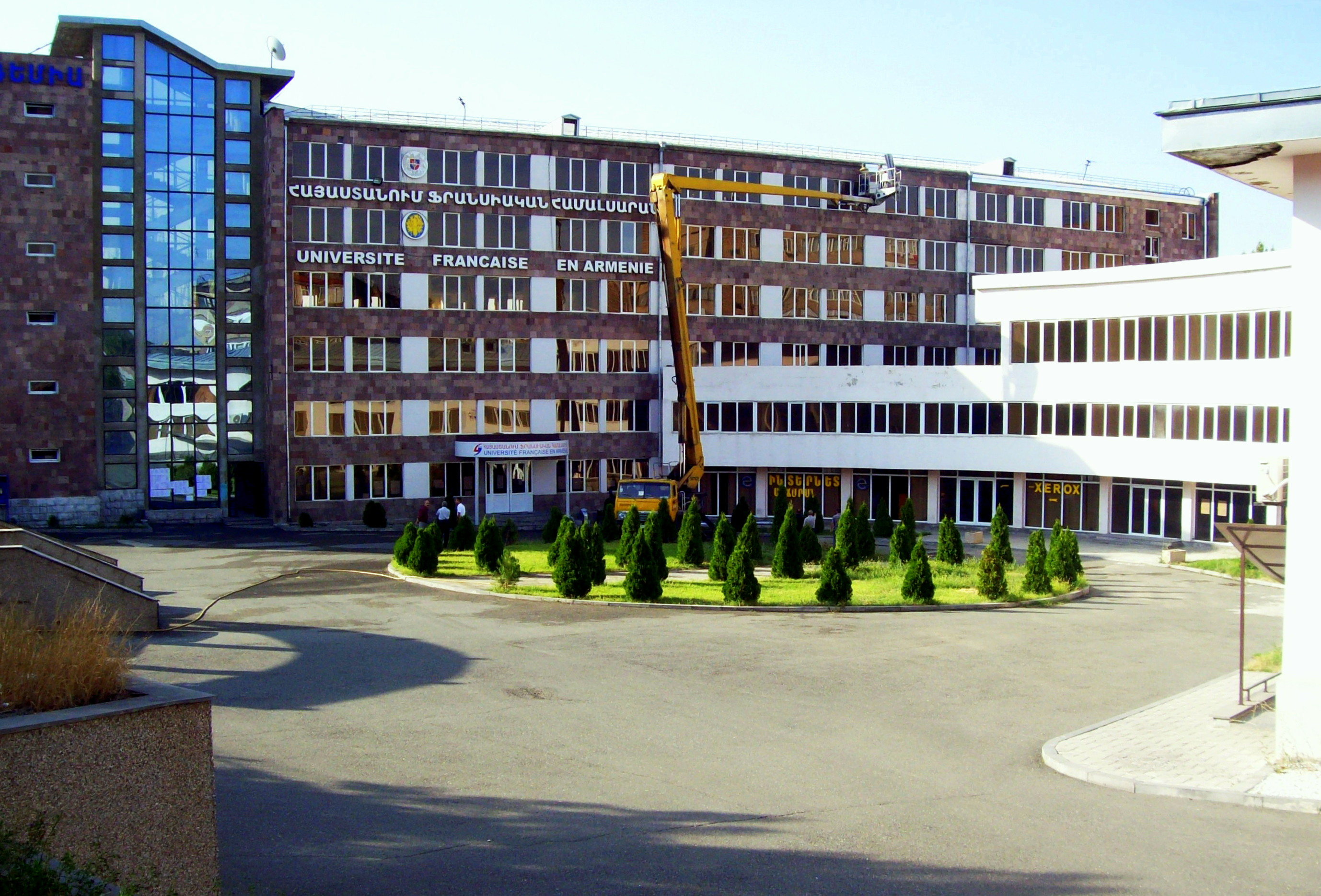
Französische Universität in Armenien, Kanaker-Zeytun

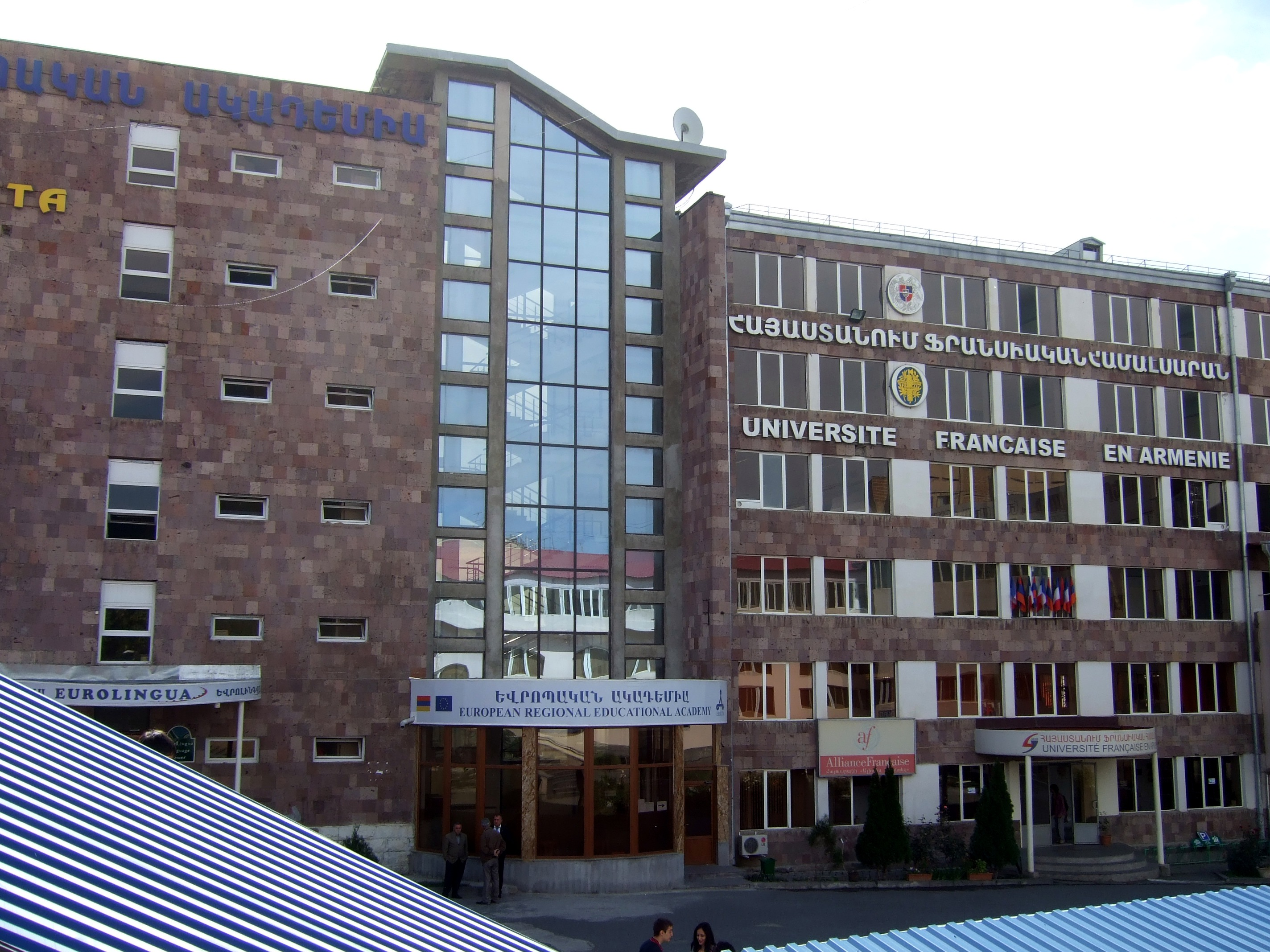
Hochschulgebäude, 2013

Die Universität richtet sich nach dem pädagogischen Prinzip der Verleihung von zwei staatlichen Diplomen (französische Licence und Master sowie armenischer Bachelor und Magister). Die armenischen Hochschulen befinden sich in der Übergangsphase des Bologna-Prozess. Das Studium im Bachelor dauert vier, im Magister zwei Jahre. Die Universität mit ca. 1.000 Studenten hat das Ziel, hochqualifizierte Fachleute entsprechend den neuen marktwirtschaftlichen Anforderungen des armenischen Arbeitsmarktes sowie denen des kaukasischen Wirtschaftsraumes auszubilden. Die jungen Absolventen der UFAR setzen ihre Kenntnisse sowohl zur Entwicklung Armeniens ein, als auch zu der Entwicklung der Beziehungen des Landes zwischen Frankreich und den anderen europäischen Ländern.
Im Gegensatz zu den anderen Institutionen, die ein französisches Diplom verleihen, wie zum Beispiel die Universität in Kairo, die nur einen Prorektor aus Frankreich hat, oder die frankophone Informatikhochschule in Hanoi, ist es für UFAR – gemäß ihrer Satzung – verbindlich, den Rektor und den Generalsekretär aus Frankreich anzustellen.
Die UFAR bietet drei Studiengänge in den Fachgebieten Recht, Marketing und Management. Die Universität verleiht Bachelor-Diplome für die Fachbereiche Recht, Betriebswirtschaft (Management) und internationales Wirtschaftsrecht, Marketing, Handel, Finanzen und Kontrolle; seit 2010 wird im Auftrag der RA auch der einjährige Masterstudiengang mit der Qualifikation „Kulturelle Kommunikation, Tourismus und Management“ angeboten.
Bei den Aufnahmeprüfungen sind Sprachkenntnisse in Französisch nicht obligatorisch. Neben allgemeinbildenden und berufsbildenden Disziplinen werden den Studenten Intensivkurse in Französisch angeboten. Anschließend werden die erworbenen Kenntnisse durch einen international anerkannten Test geprüft. Die Fortsetzung des Studiums hängt von dem Testergebnis ab. Somit sind dann etwa 85 % der Studierenden, die vor dem Studium an der UFAR keine Französischkenntnisse hatten, befähigt, ab 3. Studienjahr ihr Studium in französischer Sprache fortzusetzen.
Dank der Lehrkräfte der Universitäten Jean Moulin Lyon 3 und Toulouse 1 erfolgt das Studium ab 3. Studienjahr zu 20 % im Bachelorstudium und zu 50 % im Magisterstudium auf Französisch.
Nachdem die Studierenden in Frankreich, Belgien oder Armenien ein obligatorisches Praktikum ableisten, legen sie einen schriftlichen Bericht vor, der dann mündlich verteidigt wird. Dadurch werden sowohl ihre Französischkenntnisse im schriftlichen Ausdruck geprüft, als auch ihre Fertigkeiten der Anfertigung bzw. Präsentation einer Diplomarbeit nachgewiesen.
Die Vorteile dieser mit armenischen bzw. französischen Organisationen und mit französischen kommunalen Selbstverwaltungsorganen zusammenarbeitenden Hochschule sind: Aufnahmeprüfungen auf Wettbewerbsbasis, französisch-armenische Lehrkraftbelegschaft, die wesentliche Rolle der armenischen Diaspora, sowie die institutionellen Partner.
Die Studiengebühren werden entsprechend dem Lebensniveau in Armenien festgesetzt. Die UFAR vergibt an die besten Studentinnen Stipendien, durch welche die Studiengebühren ganz oder teilweise bezahlt werden können. Dank Privatspendern, Geldgebern und Organisationen werden auch Sozialstipendien vergeben.
Die Universität ist Mitglied der Agence universitaire de la Francophonie (AUF).